# 岐阜県立岐阜高等学校
岐阜県立岐阜高等学校（ぎふけんりつ ぎふこうとうがっこう）は、岐阜県岐阜市大縄場に所在する県立高等学校。通称は、「岐高」（ぎこう）。

## 概要

### 開校
- 1873年（明治6年）11月4日に開校。
  - 通称は岐高、読み方は“ぎこう”である。
  - 創立以来、自主・自律を旨とし、文武両道を目標としている。

### 校訓
- 百折不撓（幾度失敗しても志をまげないこと）
- 自彊不息（自ら努め励んでやまないこと）

### 校章
- 桜の花と「髙」(はしご高）の文字を組み合わせたデザインである。1948年（昭和23年）に現在の校章となった。

### アクセス
- 岐阜駅又は名鉄岐阜駅より岐阜バスK15/O35/O37を利用して、「西野町」か、「西野町7丁目」バス停で下車。徒歩5分[1]。

## 沿革

### 岐阜中学校
- 1873年2月 - 岐阜米屋町尾張藩支庁跡に創立して仮中学と称し、11月4日に開校式を挙行。
- 1874年5月30日 - 遷喬館と改称し、9月7日に開校。
- 1878年5月11日 - 岐阜県第一中学校と改称。今泉村に移転。
- 1891年10月29日 - 濃尾地震で校舎5棟倒壊。
- 1899年4月1日 - 中学校令の改正にともない、岐阜県岐阜中学校と改称し、分校であった斐太、大垣、東濃の3つの中学校が独立。
- 1912年2月 - 校歌完成。
- 1938年4月14日 - 大縄場現在地に移転。
- 1945年7月9日 - 岐阜空襲により校舎の大半を消失。
- 1946年10月25日 - 昭和天皇が行幸する（戦災状況及び勉学状況視察のため）。
- 1948年4月1日 - 新学制実施により岐阜県岐阜第一高等学校となり、女子の入学可に。

### 岐阜高等女学校
- 1900年4月 - 岐阜市立高等女学校が認可され、本科と技芸専修科を設置。5月15日に開校式。
- 1903年4月1日 - 岐阜県立岐阜高等女学校に変わり開校。6月25日に開校式。
- 1942年3月15日 - 岐阜市雲雀ヵ丘校舎に移転。
- 1945年7月9日 - 岐阜空襲により記念館以外の全校舎を消失。
- 1947年4月1日 - 学制改革により中学校を併設。
- 1948年4月1日 - 新学制実施により岐阜県岐阜女子高等学校となる。

### 岐阜高等学校
- 1948年8月18日 - 岐阜県岐阜第一高等学校と岐阜県岐阜女子高等学校が統合し、岐阜県立岐阜高等学校となる。
- 1949年 - 全国高等学校野球選手権大会 準優勝（3-5湘南高）。
- 1974年 - 学校群制度導入。長良高校と岐阜学区1群、加納高校と同5群を組む。
- 1983年 - 学校群制度廃止。
- 1985年 - 第21回全国高等学校将棋選手権大会、男子団体の部全国優勝。
- 2000年 - ディベート同好会 岐阜県民栄誉賞受賞。
- 2002年 - 格技場（柔道・剣道場） 焼失。
- 2004年 - 第24回全国高等学校クイズ選手権 優勝、第57回全日本合唱コンクール全国大会 金賞および文部科学大臣奨励賞 受賞、音楽部 岐阜県民栄誉賞受賞。
- 2006年 - 校舎耐震工事完了、第59回全日本合唱コンクール全国大会 金賞および文部科学大臣奨励賞 受賞、音楽部 岐阜県民栄誉賞受賞。
- 2007年 - 第60回全日本合唱コンクール全国大会 金賞および文部科学大臣奨励賞 受賞、音楽部 岐阜県民栄誉賞受賞。
- 2009年 - 新校舎の併用を開始[2]。
- 2013年 - 平成25年度入試において野球における実績等を考慮した独自検査を募集人員の3%で実施開始[3]（平成27年度入試まで）。
- 2017年 - 第6回科学の甲子園全国大会 優勝。
- 2018年 - 単位制高等学校（全日制課程普通科）として改編[4]。

## 特色

### 学区
岐阜県では、平成30（2018）年度の県立高校入試から学区を廃止したため、県内全域から進学が可能である。平成29（2017）年度までは、岐阜県は岐阜、西濃、東濃、美濃、飛騨、可茂の6地区に学区が分けられており、岐阜高校は岐阜学区に属していた。岐阜学区は岐阜市だけでなく各務原市、笠松町、岐南町、羽島市、瑞穂市、北方町、本巣市、山県市とされていた。

### 教育面の特色
岐阜県の高校では一般的な二期制を実施している。また、2018年度入学生より単位制高等学校（全日制課程普通科）として改編され、それとともに2002年度まで行われていた授業時間確保のため65分×5限の授業が、60分×6限の授業へと変更になった。一般的な進学校に見られる授業時間外に全員参加で行う補習や課外などは一切なく、朝や放課後はもちろんのこと土曜日や長期休暇なども完全な休日となっている（但し、年に3回以上休日に学年単位で全員参加の校外模試で登校することがある）。一方、意欲のある者には放課後の課題講座が開講されていたり、「朝の読書」の実施（2014年度より一定期間のみとなった）、「総合的な学習」の時間（校内ではFuture Planning Time、略してFPTと称す）に大学研究やフィールドワーク・小論文学習の実施などが行われている。夏季休業中の課題講座は高校で行われ、各科目ごとの講座のほか、センター試験対策や東大攻略、京大攻略、名大攻略といった大学別の講座も開かれており、これらの講座は個人で自由に受講できるシステムになっている。

## 学校設備

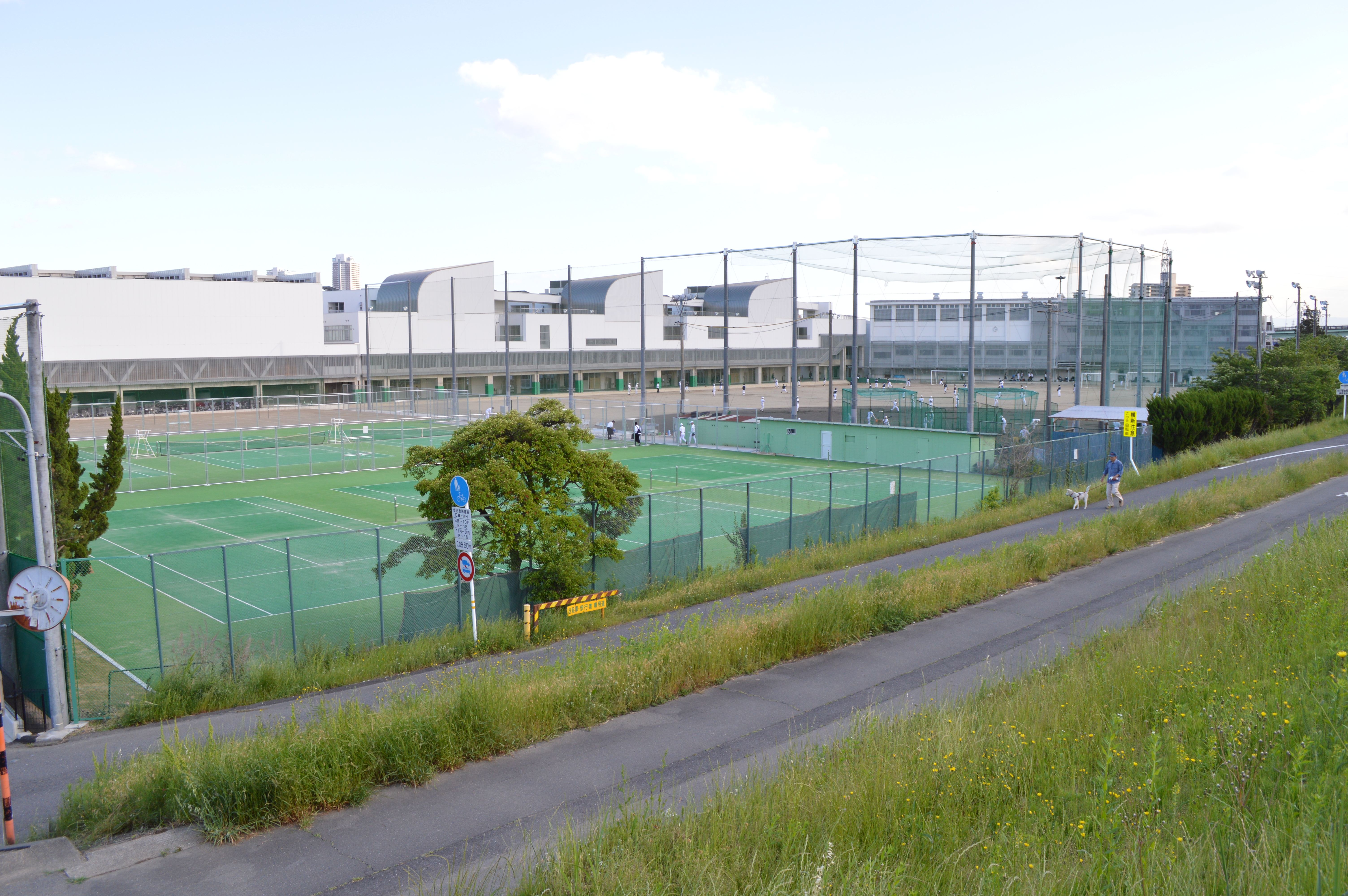
長良川左岸堤防より

### 第一期鉄筋コンクリート製校舎
使用時期 は。1966年 - 2012年。 
2005年から2006年にかけて、耐震強度についての検査を行ったところ基準に満たなかった為に耐震工事を行った。2005年に一部の教室にエアコンが取り付けられた。2006年には、体育館にアスベスト（石綿）の使用が確認され除去工事が行われた。

### 第二期鉄筋コンクリート製校舎
使用時期は2009年 - 現在。
2008年から2012年にかけて、40年以上経ち老朽化の進んだ校舎や体育館の解体、そして新校舎の建設が行われた。
2013年にはグラウンドの水捌けの悪さを改善する為、グラウンド改修が行われ、その際にテニス場やバレーボール場も新装された。

### その他
林間学舎（正式な愛称は「友學館」）を北アルプス山麓に保有しており、1年生の夏期休業時に3日間ほどの日程で林間学舎活動が行われる。

## 学校行事
4月に対面式、5月に年1回の球技大会が行われる。岐高祭と呼ばれる学校祭は9月上旬に、生徒会を中心に行われる。日程としては2日間の文化祭、その翌日に体育大会が催されている。文化祭の前1週間は午前授業となり、午後からを文化祭準備にあてているほど、一年で最大のイベントとして位置づけられている。特別行事としては、各学年とも4月に遠足があり、1年次には、夏季休業期間に入って間もなく(7月下旬に)、焼岳山麓の林間学舎へ宿泊研修を行う。また2年次には、長崎、福岡への修学旅行が行われる。

## 部活動

### 実績など
囲碁将棋部は第21回全国高等学校将棋選手権大会で団体優勝している。
クイズ研究部は第24回全国高等学校クイズ選手権で優勝している。
校内で選抜を受けたメンバーを中心に科学の甲子園に第一回から毎年参加している。第6回科学の甲子園では優勝している。
有志のメンバーで構成される海外研究部は、模擬国連、英語ディベートなどに参加している。第12回全日本高校模擬国連大会では山下・辻ペアが審査員特別賞を受賞し、高校模擬国連国際大会の行われるニューヨークへ派遣された。
硬式野球部は戦後まもなくの第31回全国高等学校野球選手権大会で準優勝の経験があるほか、昭和53年の第50回選抜高等学校野球大会に出場し、2回戦まで進んでいる。尚、1915年の第1回全国中等学校優勝野球大会から現在まで毎年地区大会に皆勤出場をしている全国でも15校の内の1校。岐阜県内では唯一の高校である。2024年には、マリナーズ会長付特別補佐兼インストラクターのイチローが直接指導を行った。
常設の応援団（正式名は應援團）を持ち、野球の応援や壮行会、岐高祭などで代々続く応援をしている。また、応援団とは別にチアリーディングも持っており、野球や岐高祭の応援をしているが、2017年より應援團女子として局に昇格した。
音楽部は第52回全日本合唱コンクール全国大会（1999年）に中部代表として初出場で金賞を受賞して以来、中部大会止まりだった2002年を除き、2010年まで全国大会に連続出場を果たした。第57回大会（2004年）において金賞および文部科学大臣奨励賞を受賞し、第59回大会（2006年）、第60回大会（2007年）において金賞および
文部科学大臣賞を受賞した。さらに第76回NHK全国学校音楽コンクール（2009年）においても全国大会出場を果たしている。
2022年7月1日にデビューしたHC85系の特急『ひだ』における高山線の車内放送においてESS部が協力をした。
硬式野球部顧問が部員に対して体罰を行ったとして、2019年12月26日に岐阜県立教育委員会から3ヶ月の減給懲戒処分が下されている。

### 運動系部活動
- 剣道部
- 硬式野球部
- サッカー部
- 柔道部
- 水泳部
- ソフトテニス部
- 卓球部
- テニス部
- 軟式野球部
- バスケットボール部
- バドミントン部
- バレーボール部
- ハンドボール部
- 陸上競技部
- 体操部（2003年に廃部）

### 文化系部活動
- 囲碁・将棋部
- 演劇部
- 音楽部
- 華道部
- クイズ研究部
- 茶道部
- 自然科学部
  - 化学班
  - 生物班
  - 物理班
- 写真部
- 書道部
- 吹奏楽部
- 調理部
- ESS部
- 美術部
- 文芸部

### 局
- 図書局
- 放送局
- 應援團女子

### その他
- 應援團
- 家庭クラブ

## 著名な出身者

### 政界
- 平生釟三郎 - 貴族院議員、文部大臣、実業家、甲南大学創立者
- 武藤嘉文 - 元衆議院議員（農林水産大臣、通商産業大臣、外務大臣、総務庁長官を歴任）
- 梶原拓 - 前岐阜県知事、全国知事会長
- 加藤淳司 - 土岐市長
- 古田肇 - 元岐阜県知事、外務省経済協力局長、元通商産業省官僚
- 武藤嘉門 - 元岐阜県知事・衆議院議員、岐阜県名誉県民
- 上松陽助 - 元岐阜県知事、岐阜市名誉市民
- 野田卯一 - 元衆議院議員、参議院議員（建設大臣、経済企画庁長官を歴任）、大蔵次官（衆議院議員：野田聖子の祖父）
- 浅野勇 - 元岐阜市長
- 松尾吾策 - 元岐阜市長、岐阜市名誉市民
- 細江茂光 - 元岐阜市長
- 森真 - 前各務原市長
- 河合正智 - 元衆議院議員
- 三宅正一 - 農民運動家、衆議院副議長
- 柴橋正直 - 岐阜市長、元衆議院議員

### 官界
- 井上孝哉 - 内務次官
- 大橋忠一 - 外務次官
- 小川康則 - 総務省自治行政局長[11]
- 櫻井修一 - 内閣官房副長官補、ヨルダン駐箚特命全権大使
- 佐竹三吾 - 法制局長官、鉄道省監督局長、貴族院議員、阪急バス社長 / 五年次に城北中学（現 戸山高）編入
- 沢田竹治郎 - 最高裁判所判事、旧行政裁判所評定官、内務官僚
- 田中謙次 - 駐カザフスタン特命全権大使
- 本田勝 - 国土交通事務次官、東京地下鉄会長
- 細野哲弘 - 特許庁長官、資源エネルギー庁長官
- 堀部伸子 - 国連人口基金アジア・太平洋地域事務所所長
- 井波哲尚 - 総務省統計局長
- 河村正人 - 内閣府地方創生推進事務局長
- 石井喜三郎 - 駐ルーマニア特命全権大使
- 加野幸司 - 統合幕僚監部総括官
- 寺田吉道[12] - 国土交通審議官、国土交通省大臣官房長、新潟県副知事

### 法曹
- 毛利晴光 - 元長崎家庭裁判所所長

### 経済
- 遠藤宏治 - 貝印グループ会長
- 大橋英吉 - 元いすゞ自動車社長
- 奥田修 - 中外製薬社長、日本製薬工業協会副会長
- 垣見吉彦 - サントリープロダクツ社長、サントリー食品インターナショナル副社長、サントリー生命科学財団理事長、日本プラントメンテナンス協会会長
- 杉山武史 - 三菱電機社長
- 髙﨑裕樹 - 名古屋鉄道社長
- 西垣覚 - 元東海銀行（現三菱UFJ銀行）頭取
- 林紘一郎 - 元NTTアメリカ社長、慶応大学名誉教授
- 日比野恒次 - 元電通社長
- 箕浦宗吉 - 元名古屋鉄道社長、元名古屋商工会議所会頭
- 柘植康英 - 東海旅客鉄道（JR東海）元社長、現同会長
- 林信秀 - みずほ銀行会長
- 福留朗裕 - 三井住友銀行頭取、元トヨタファイナンシャルサービス社長
- 藤澤信義 - Jトラスト社長
- 村瀬幸雄 - 十六銀行頭取、中部経済連合会副会長

### 学術
- 阿部真大 - 甲南大学教授（社会学）
- 安藤文人 - 早稲田大学文学学術院教授（英文学・比較文学）
- 今村仁司 - 東京経済大学教授（現代思想）
- 大栗博司 - カリフォルニア工科大学教授（物理学）
- 大橋弘忠 - 東京大学教授（原子力工学）
- 小川真里子 - 三重大学名誉教授（科学史）
- 尾関周二 - 東京農工大学名誉教授（哲学）
- 川出敏裕 - 東京大学教授（刑事訴訟法）
- 交告尚史 - 東京大学名誉教授（環境法）
- 後藤真太郎 - 立正大学教授（環境情報学）
- 小島三郎 - 東京帝国大学教授（医学者）（旧制岐阜中学卒）
- 酒井正三郎 - 名古屋大学名誉教授（経済学）（旧制岐阜中学卒）
- 澤登俊雄 - 國學院大学名誉教授（少年法）
- 澤登佳人 - 新潟大学名誉教授（刑事法）
- 下野直太郎 - 東京商科大学（一橋大学）名誉教授（会計学）（旧制岐阜中学卒）
- 住明正 - 東京大学名誉教授（気象変動システム）
- 鹿野清宏 - 奈良先端科学技術大学院大学名誉教授（工学）
- 高井章 - 旭川医科大学元副学長、医学部教授（生理学）
- 高木貞治 - 東京帝国大学名誉教授（数学者）（旧制岐阜中学卒）
- 高島善哉 - 一橋大学名誉教授（社会思想史）
- 高橋和之 - 東京大学名誉教授（憲法）
- 髙橋淸治- 東京外国語大学名誉教授（ロシア史）[要出典]
- 竹内章郎 - 岐阜大学教授（哲学）
- 戸田達史 - 東京大学教授（筋ジストロフィー）
- 林文夫 - 政策研究大学院大学教授（経済学）
- 深尾光洋 - 慶應義塾大学名誉教授（経済学）[要出典]
- 森津太子 - 放送大学教授（心理学）
- 信田さよ子 - 原宿カウンセリングセンター所長、東京大学ハラスメント防止委員会委員
- 山田泰広 - 東京大学大学院医学系研究科教授、元京都大学教授（医学）
- 山部俊文 - 一橋大学名誉教授（経済法）
- 渡邊良朗 - 東京大学名誉教授（海洋生物資源学）

### 文化
- 小島信夫 - 芥川賞作家（旧制岐阜中学卒）
- 近藤東 - 詩人
- 平野謙 - 文芸評論家（旧制岐阜中学卒）
- 篠田一士 - 文芸評論家（旧制岐阜中学卒）
- 磯村一路 - 映画監督（代表作品：『がんばっていきまっしょい』等）
- 山田真 - 医者
- 堀口捨己 - 建築家（旧制岐阜中学卒）
- 坂倉準三 - 建築家（旧制岐阜中学卒）
- 大野秀敏 - 建築家
- 東松寛文 - 作家・YouTuber
- 西澤徹夫 - 建築家

### 芸能
- 上田正樹 - 歌手（途中、兵庫県立福崎高等学校に転校）
- ブルボンヌ[13] - 女装パフォーマー、ドラァグクイーン、エッセイスト
- 竹中友紀子 - モデル・女優
- 下地悠 - 歌手・作詞家（ジャニーズWESTやももいろクローバーZなどに提供）
- 林詩遥子 - 元タレント・ミス&ミスター東大コンテスト2012年準ミス東大[14]
- 見田村千晴 - シンガーソングライター
- 水原碧衣[15][16] - 女優（代表作 :『フェアウェル』）
- えもりえも - 元アイドル、学歴の暴力元メンバー

### マスコミ
- 伊藤一尋 - TBSドラマプロデューサー（代表作：『高校教師』や『人間・失格〜たとえばぼくが死んだら』、『未成年』、『若葉のころ』、『元カレ』、『花嫁のれん』等）
- 臼井裕詞 - フジテレビ映画プロデューサー、テレビドラマプロデューサー（代表作：『踊る大捜査線』、『海猿』シリーズ等）
- 中尾晃一郎 - NHKアナウンサー
- 後藤佑季 - NHKアナウンサー
- 林誠人 - シナリオライター（代表作：『ケータイ刑事』、『ドクターX〜外科医・大門未知子〜』等)
- 林美玖 - 元札幌テレビ放送アナウンサー
- 大野博人 - ジャーナリスト、元朝日新聞役員待遇論説主幹
- 小池民男 - ジャーナリスト、元朝日新聞編集委員兼論説委員

### スポーツ
- 伊藤利夫 - 元プロ野球選手
- 花井悠 - 元プロ野球選手
- 河合保彦 - 元プロ野球選手
- 森祗晶 - 元プロ野球選手・監督
- 森和彦 - 元プロ野球選手
- 後藤寿彦 - 元野球日本代表監督
- 廣瀬寛 - 元社会人野球監督
- 東明有美 - 元女子サッカー日本代表選手

### 軍人
- 宮崎繁三郎 - 日本陸軍軍人、中将

## 進路状況
| 国公立大学     | 国公立大学 | 私立大学     | 私立大学 |
| -------------- | ---------- | ------------ | -------- |
| 東京大学       | 13名       | 早稲田大学   | 36名     |
| 京都大学       | 22名       | 慶應義塾大学 | 18名     |
| 一橋大学       | 0名        | 上智大学     | 3名      |
| 北海道大学     | 9名        | 東京理科大学 | 52名     |
| 東北大学       | 3名        | 明治大学     | 35名     |
| 名古屋大学     | 51名       | 立教大学     | 6名      |
| 大阪大学       | 12名       | 法政大学     | 9名      |
| 九州大学       | 5名        | 中央大学     | 22名     |
| 神戸大学       | 3名        | 青山学院大学 | 10名     |
| 名古屋工業大学 | 13名       | 同志社大学   | 85名     |
| 岐阜大学       | 35名       | 立命館大学   | 135名    |
| 名古屋市立大学 | 19名       | 南山大学     | 102名    |